# Perthklasse
De Perthklasse is een klasse van aangepaste torpedobootjagers van de Charles F. Adamsklasse voor de Australische marine. De drie Perthklasse schepen waren de eerste schepen met geleide wapens van de Australische marine. Gebaseerd op de Amerikaanse Charles F. Adamsklasse, werden de schepen aangekocht als reactie op de vraag bij de Australische marine voor schepen met geleidewapens. Tot dan toe had de Australische marine altijd ontwerpen gekocht gebaseerd op die van de Britse marine. Echter, de Countyklasse bracht twijfels, met name het Seaslug raketsysteem. Daarom ging de Australische marine verder kijken naar een ontwerp dat voldeed aan de Australische eisen, en leidde tot de aanschaf van twee aangepaste torpedobootjagers van Charles F. Adamsklasse van Defoe Shipbuilding Company uit Bay City, Michigan in januari 1962, met een derde besteld in juni 1963:
- HMAS Perth
- HMAS Hobart
- HMAS Brisbane

De belangrijkste modificaties ten opzichte van de Amerikaanse schepen was de toevoeging van twee dekhuizen tussen de schoorstenen voor het Ikara ASW raketsysteem en een enkelarmslanceerder in plaats van een dubbelarms. De schepen waren de eerste van een serie Amerikaanse ontwerpen die in dienst kwamen van de Australische marine.
Eenmaal in dienst dienden alle drie de schepen in de Vietnamoorlog als onderdeel van de Zevende Vloot, waar ze luchtverdediging voor de Amerikaanse vliegdekschepen en beschermingsvuur voor de troepen aan land gaven. Perth en Hobart kregen eenheid onderscheidingen van de Verenigde Staten. Brisbane diende ook als onderdeel van het Australische contingent dat diende in de Golfoorlog van 1991. In 1993 werd de Goldsborough, welke net uit dienst was genomen door de Amerikaanse marine, aangekocht om te dienen als reserveonderdelen. Tussen 1999 en 2001 werden alle schepen uit dienst genomen en werden tot zinken gebracht als duikwrakken voor de Australische kust.

## Vervanging
Er was geen directe vervanging voor de Perthklasse na hun buitendienststelling en de luchtverdedigingsrol werden overgenomen door de Adelaideklasse geleidewapenfregatten, bewapend met de SM-1 raket. Vier van de zes Adelaides worden opgewaardeerd als tijdelijke oplossing (terwijl de oudere twee uit dienst genomen worden), met de toevoeging van een 8-cels VLS, en de vervanging van de SM-1 voor SM-2. Het Sea 4000 Project houdt overigens de bouw van drie nieuwe luchtverdedigingsdestroyers in uitgerust met het Aegis systeem. Ze zijn gepland voor indienststelling vanaf 2013 en twee van de schepen zullen Hobart en Brisbane genoemd worden.